# Claiborne West
Claiborne West (* um 1800 in Tennessee; † 10. September 1866) war ein US-amerikanischer Siedler und Politiker. Er gehörte den Freimaurern an.

## Leben
Claiborne Wests Jugendjahre waren vom Britisch-Amerikanischen Krieg überschattet. 1824 zog er nach Louisiana und heiratete dort Anna Garner. Das Paar bekam neun Kinder. Die Familie West zog 1831 nach Texas, das damals noch Teil von Mexiko war. 1832 vertrat West den Liberty District bei der Konvention von 1832 und saß im Subcommittee for Safety and Vigilance vom District of Cow Bayou. Er vertrat 1835 die Gemeinde Liberty bei der Konsultation. Nach der Formung vom General Council wurde West ausgewählt, um die Gemeinde Jefferson bei der Konvention von 1836 in Washington zu vertreten, wo er die Unabhängigkeitserklärung von Texas mitunterzeichnete. Während des Runaway Scrape kehrte West nach Südost-Texas zurück, wo er sich mit Proviant vor der Schlacht von San Jacinto versorgte. In der Folgezeit schrieb er sich in einer Kompanie unter Benjamin Franklin Hardin ein und diente dort vom 1. Juli bis zum 7. Oktober 1836. Dann wurde er von den Wählern im Jefferson County in den ersten Kongress der Republik Texas gewählt, wo er von 1836 bis 1837 diente. Nach seiner Amtszeit als Postmeister in der Gemeinde Jefferson zog West nach Montgomery County, wo er 1830 nach den Steuerunterlagen sechs Sklaven, vier Pferde und fünf Rinder besaß. Seine Ehefrau verstarb am 3. März 1847. Kurz danach heiratete er Prudence Kimbell, die Witwe von George C. Kimbell, der bei der Schlacht von Alamo fiel. 1850 zog er nach Guadalupe County, wo sein Vermögen 3.000 Dollar umfasste in Grundbesitz und neun Sklaven. Nach dem Tod seiner zweiten Ehefrau im Jahr 1861 heiratete er mit Florinda McCulloch Day (1814–1893), Witwe von George W. Day (1808–1859), ein drittes Mal.
Nach seinem Tod im Jahr 1866 wurde West auf dem Riverside Cemetery in Seguin (Texas) beigesetzt.